# Mastrus ecornutus
Mastrus ecornutus är en stekelart som beskrevs av Setsuya Momoi 1970. Mastrus ecornutus ingår i släktet Mastrus och familjen brokparasitsteklar. Inga underarter finns listade i Catalogue of Life.